# Yuliana Peniche
Yuliana Peniche Hernandez Huici (Cidade do México, 29 de agosto de 1981) é uma atriz mexicana. É conhecida no Brasil por interpretar Alícia Montalbán em María la del Barrio, Andréia Fonseca em Un camino hacia el destino, Ofélia Cerejos em Corazón indomable e Rainha em Mar de amor.

## Biografia
Yuliana tem participado de várias telenovelas, ela começou desde de menina na trama "Mães Egoistas" em (1991) como Carmen, ao lado de Anahí. Atuou em "María la del Barrio no ano de (1995) como Alícia Montalbán ao lado de Thalía, Ariadna Welter, Manuel Saval  e Itatí Cantoral. Em 2001 participou da novela Salomé. Ambos foram exibidos no Brasil pelo SBT. Em seguida, Yuliana atuou nas tramas: Niña... amada mía e Velo de novia, e em 2005 estrelou na série Bajo el mismo techo onde compartilha cenas com Laura Flores, Imanol Landeta, e José Elias Moreno, em 2007, Peniche atuou em Destilando amor como Margarita, a melhor amiga de "Gaviota" papel da atriz Angélica Rivera. Em 2009, atua na novela Mar de amor e em 2011, atua na novela La fuerza del destino. 
Em 2013, Peniche participa da produção de Nathalie Lartilleux, na novela Corazón indomable interpretando Ofélia, empregada de Lúcia Narvaez interpretada por Elizabeth Álvarez. 

## Filmografia

### Telenovelas
- Te doy la vida (2020) .... Carmina
- Un camino hacia el destino (2016) .... Andréia Fonseca
- Corazón indomable (2013) .... Ofélia Cerejos
- La fuerza del destino (2011) .... Carmen Galván
- Mar de Amor (2009) .... Rainha
- Destilando amor (2007) .... Margarita
- Velo de novia (2003) .... Aniceta Paz González
- Niña... amada mía (2003) .... Luz
- Salomé (2001) .... Money
- María la del Barrio  (1995) .... Alicia Montalbán Smith
- Alondra (1995) .... Alondra
- Madres egoístas (1991) .... Carmen

### Séries de Tv
- Como dice el dicho (2015) .... Rebeca / Laura
- Condutora (2011-2012) .... Mariana Echeverría
- Outra rolo com: Adal Ramones (2006) .... Ela mesma
- Bajo el mismo techo (2005) .... Ximena Acosta
- Mujer, casos de la vida real (1997-2005) .... Ela mesma (14 episódios)
- Sábado Gigante (2004) .... Ela mesma
- Vida TV (2002) .... Hospedeira

### Programas de TV
- DKDA: Alice Adams (1999) .... Jéssica

## Ligações Externas
- Yuliana Peniche. no IMDb.
- Yuliana Peniche em Alma Latina